# Saint-Jean-du-Maroni
Saint-Jean-du-Maroni is een dorp in Frans-Guyana, in de gemeente Saint-Laurent-du-Maroni aan de rivier Marowijne (Maroni). Het ligt aan de overliggende zijde van Bigiston in Suriname. Het dorp wordt voornamelijk bewoond door marrons (Aukaners).
Saint-Jean-du-Maroni werd opgericht in 1857 als een subkamp van de strafkolonie Saint-Laurent-du-Maroni, waar de gevangenen dwangarbeid moesten verrichten. Toen de eerste gevangenen op 20 juni 1887 in het Camp de la Rélégation aankwamen, was er niets klaar en moesten ze het kamp zelf bouwen. De meeste gevangenen waren ondergebracht in strohutten. De kampen werden in 1946 afgeschaft.

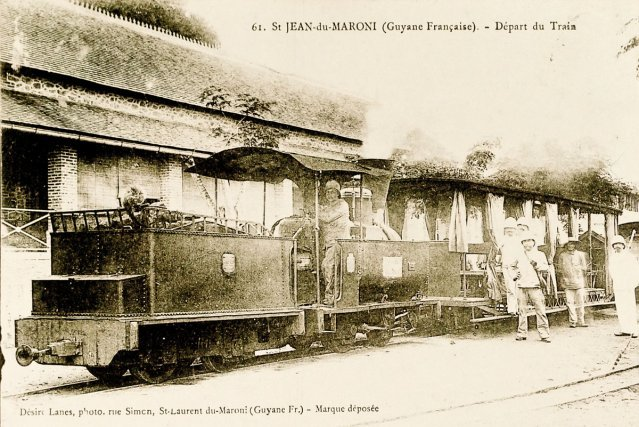
Vertrek met de trein

Tussen 1890 en 1897 werd tussen Saint-Laurent en Saint-Jean een 16 kilometer lange Decauville-spoorlijn op meterspoor aangelegd. De spoorlijn werd verlaten nadat de strafkampen waren gesloten.
In 1987 verkregen de inwoners van premier Jacques Chirac als enige Ndyuka-dorp in Frankrijk gemeenschappelijke gebruiksrechten van het land voor jagen, vissen, landbouw en verzamelen.
Op 27 en 28 juni 1988 vond in Saint-Jean-du-Maroni een geheime bijeenkomst plaats tussen het Surinaamse Nationale Leger, het Junglecommando en Frankrijk als bemiddelaar om de vrede te bespreken in de Surinaamse Binnenlandse Oorlog. De besprekingen resulteerden in het vredesakkoord van Kourou waarmee in 1989 de wapenstilstand werd ingeleid.
Saint-Jean-du-Maroni is de thuisbasis van een militaire basis van het Regiment van de Aangepaste Militaire Dienst (RSMA) en is de locatie waar de Generale Staf is gevestigd.
- Virtual International Authority File: 1889151837983320520007